# Bahnhof Wrocław Główny

Der Bahnhof Wrocław Główny (Breslau Hauptbahnhof) ist der größte Fernbahnhof der niederschlesischen Stadt Breslau (Wrocław). Er liegt am Zusammentreffen der Bahnlinien von Westen (Legnica; dt. Liegnitz), Nordwesten (Głogów; dt. Glogau über Brzeg Dolny; dt. Dyhernfurth), Norden (Poznań; dt. Posen), über den Westen der Stadt nach Nordosten (Oleśnica, dt. Oels), Südosten (Opole; dt. Oppeln), Süden (Kłodzko; dt. Glatz), sowie von zwei Linien von Südwesten (Świdnica; dt. Schweidnitz und Jelenia Góra; dt. Hirschberg). Zwischen 2010 und 2012 wurde er komplett saniert. Der sanierte Bahnhof wurde am 1. Juni 2012 eröffnet.

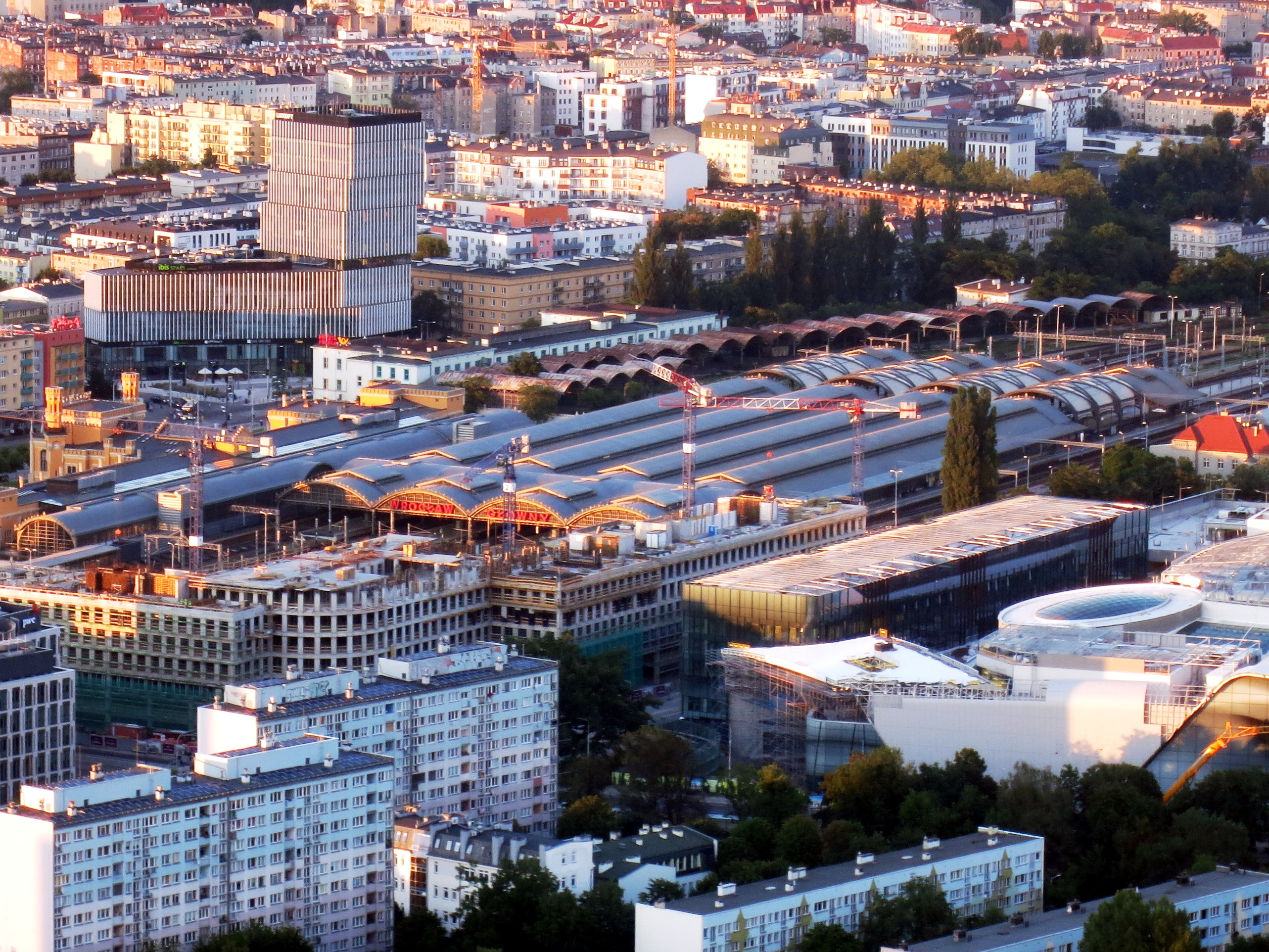
Breslau Hbf vom Skytower aus gesehen

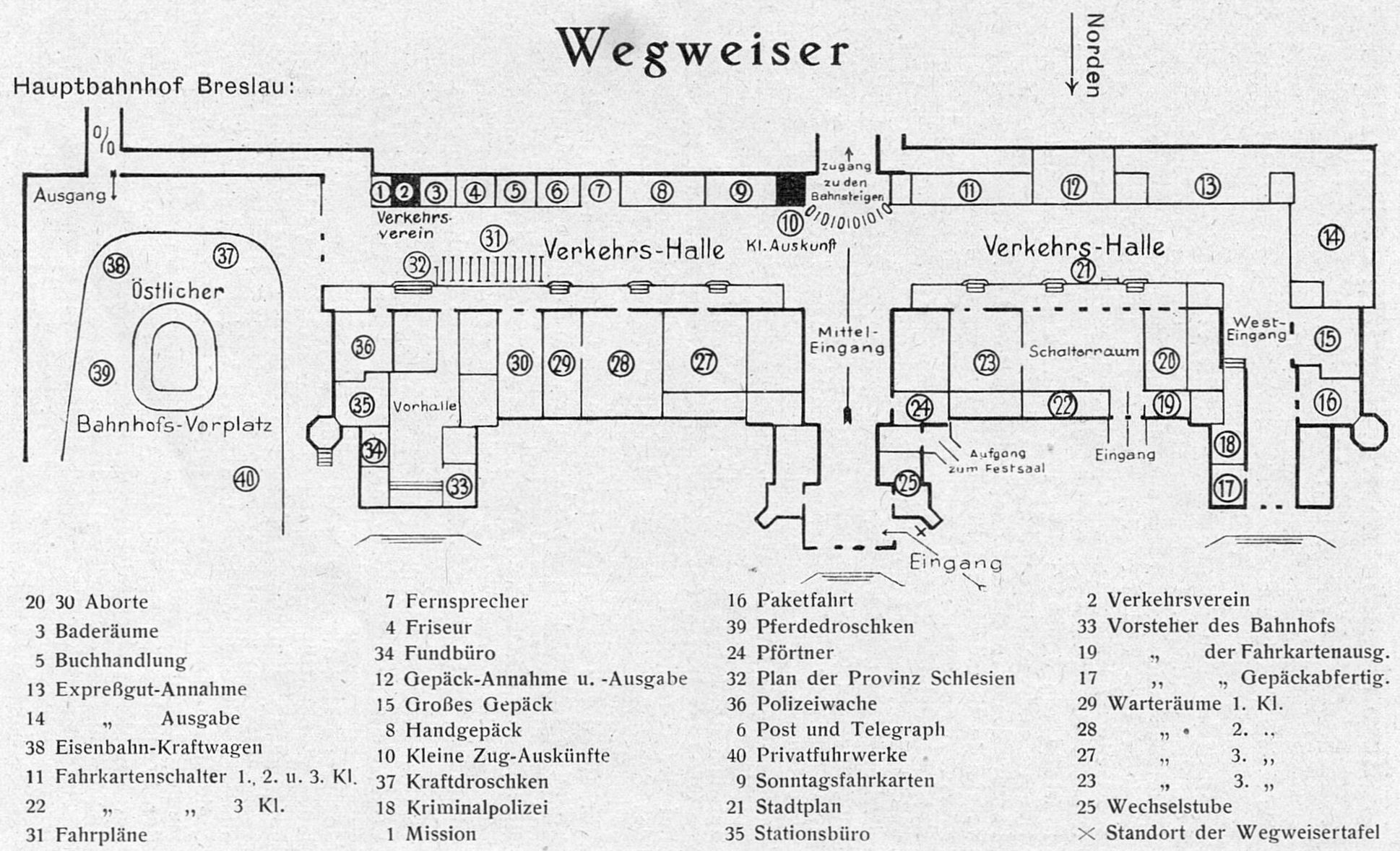
Bahnhofsplan um 1929

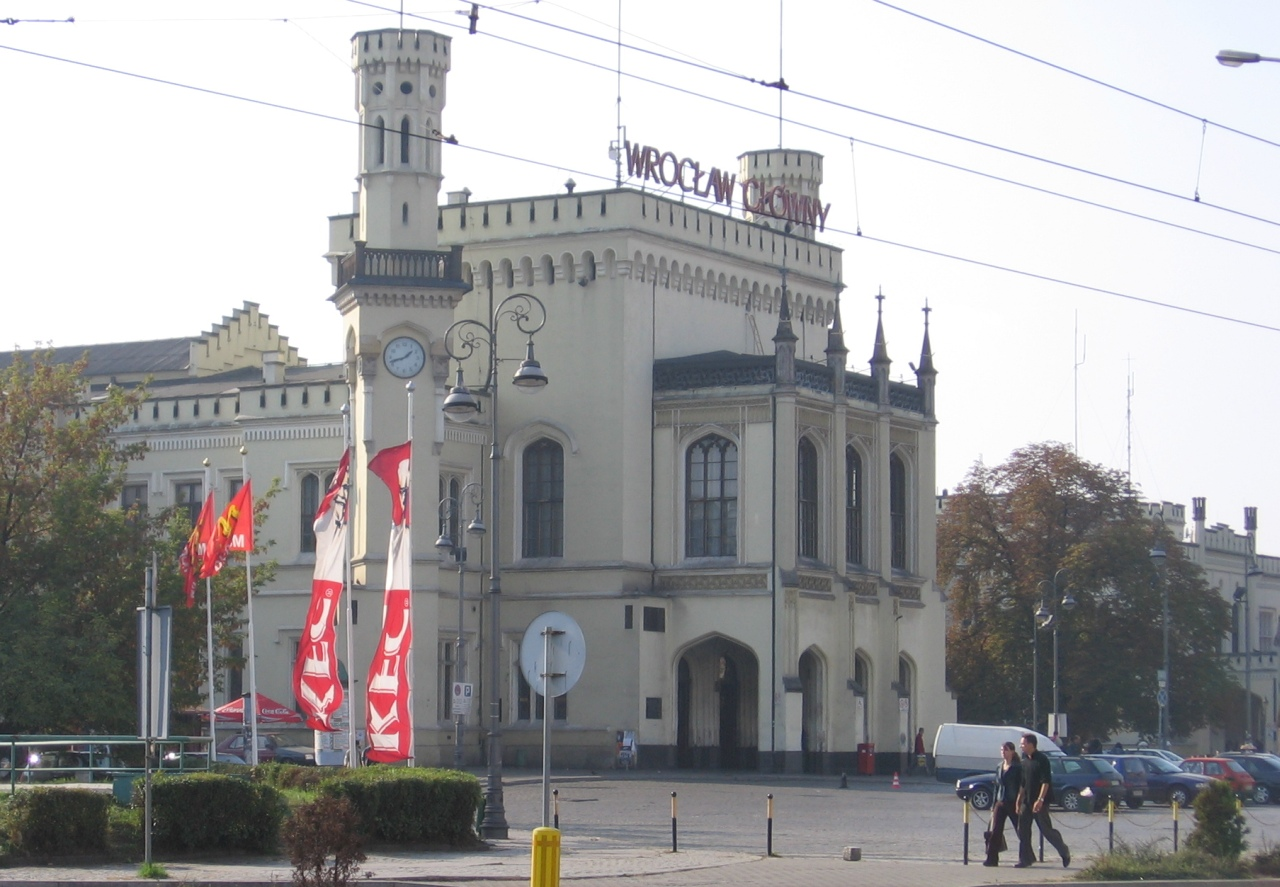
Vorplatz und Haupteingang (2005)

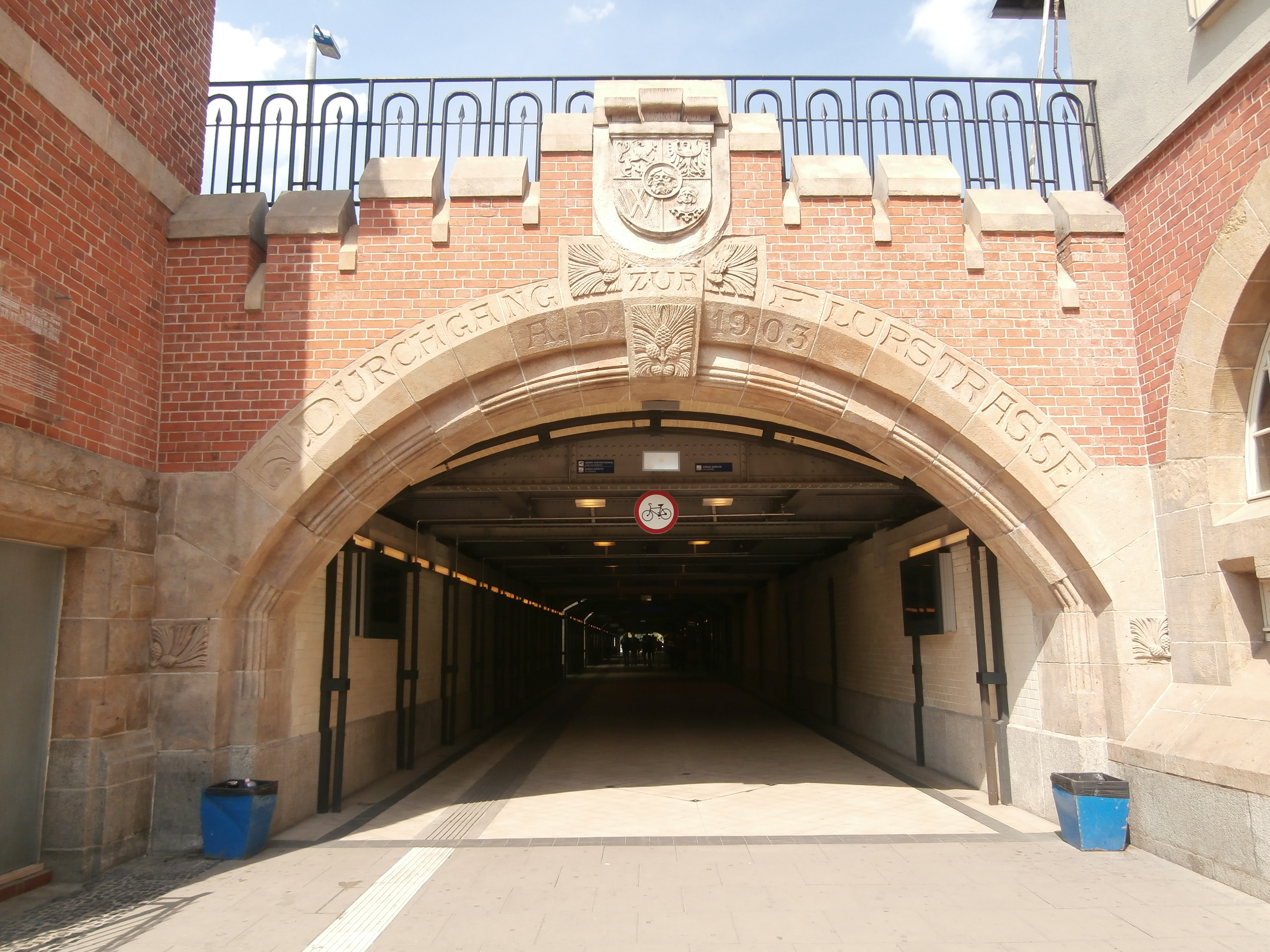
Südeingang der Nebenunterführung mit Breslauer Stadtwappen. Im Bogen die wiederhergestellte Inschrift „DURCHGANG ZUR FLURSTRASSE“.

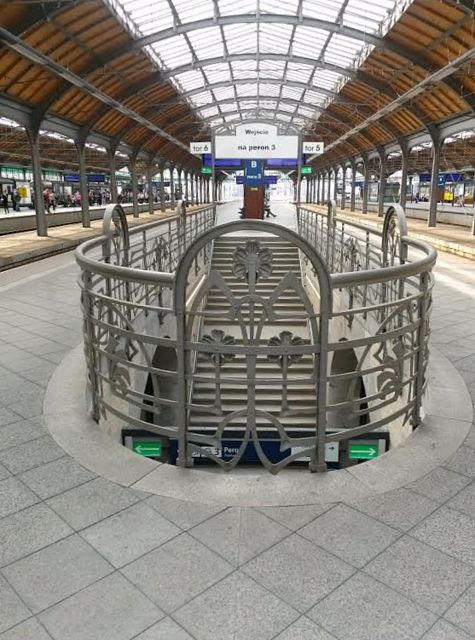
Bahnsteig 3

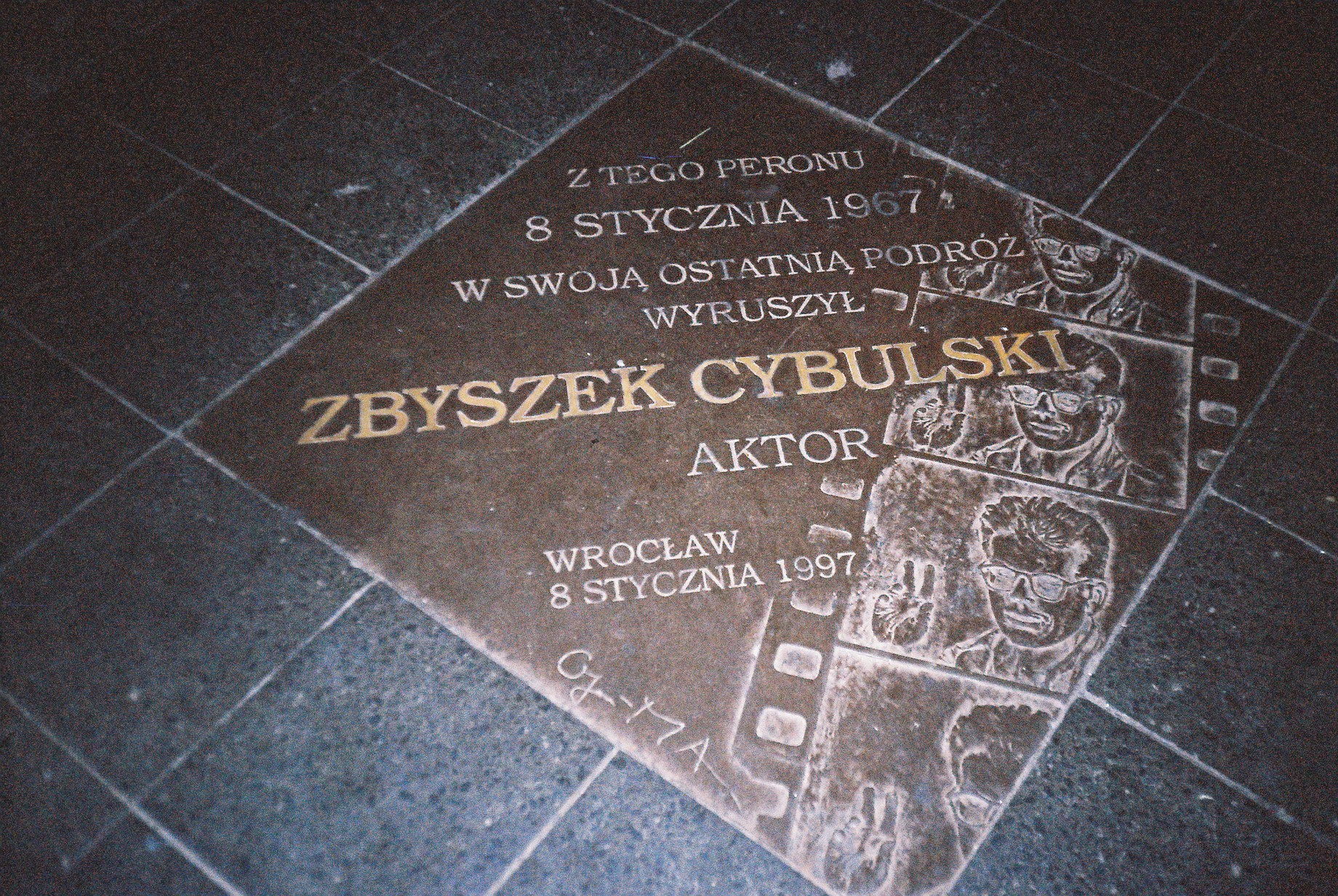
Am 30. Todestag 1997 enthüllte Andrzej Wajda auf dem Bahnsteig 3 des Bahnhofs eine Gedenktafel, die an den tragischen Unfall von Cybulski erinnert.

## Geschichte

### Das Gebäude von 1855–1857
Der Bahnhof wurde in den Jahren 1855–1857 für die Oberschlesische und Breslau-Posen-Glogauer Eisenbahn erbaut. Er ersetzte den bisherigen Bahnhof an der Flurstraße (jetzt ul. Małachowskiego), von dem noch das als betriebseigenes Ärztehaus der Bahn genutzte Empfangsgebäude von 1841–1842 existiert; seine Gleise führen jetzt zum aufgelassenen Postbahnhof. Den neuen, wesentlich größeren Bahnhof entwarf der Architekt und preußische Baubeamte Wilhelm Grapow. Damals lag der Bahnhof am südlichen Rand der Stadt, die unmittelbare Umgebung war unbebaut. Die westlich vom Bahnhof liegende Teichgasse (polnisch Ulica Stawowa) wurde nach den zahlreichen Fischteichen benannt, die südlich vom Bahnhof lagen.
Die erste Bahnsteighalle befand sich an der Stelle der heutigen Wandelhalle und schloss von Süden an das im Stil des neugotischen Historismus (Tudor-Revival-Stil) errichtete Empfangsgebäude an. Der erhöhte Bereich in der heutigen Halle liegt genau da, wo sich vorher der einzige Bahnsteig befand. Die etwa 200 Meter lange Halle mit teilweise verglastem Dach galt nach der Eröffnung als die größte ihrer Art in Europa. An den Nebeneingängen gab es eine Gepäckexpedition, ein Telegrafenbüro und später auch eine öffentliche Fernsprecheinrichtung. Im Empfangsgebäude bestanden des Weiteren ein Restaurant, Warteräume der I., II. und III. Klasse sowie ein Raum für den Hof mit gesondertem Bahnsteigzugang. Nördlich des Bahnhofs befand sich noch zu Beginn des 20. Jahrhunderts ein stillgelegter jüdischer Friedhof (auf einem dreieckigen Gelände zwischen Gwarna- und Piłsudskistraße, heute gibt es da u. a. Tennisplätze). Der Bahnhofsvorplatz war zunächst als Grünanlage gestaltet; die Straße vor dem Bahnhof hieß Gartenstraße, östlich vom Bahnhof Angergasse und der Platz selbst trug die Bezeichnung Am Oberschlesischen Bahnhof. Später gab es an dieser Stelle lange Zeit eine Taxivorfahrt, einen Parkplatz und einen Busbahnhof. Von der Gartenanlage blieben nur wenige Bäume und ein Springbrunnen übrig. Seit der umfangreichen Renovierung 2012 gibt es an dieser Stelle eine Tiefgarage und eine modern gestaltete Grünfläche mit Springbrunnen.

### Der Umbau 1899–1904
Mit der Entwicklung der Stadt wuchs auch der Eisenbahnverkehr. In der zweiten Hälfte des 19. Jahrhunderts wurden die bisher separaten Eisenbahnstrecken mit einer Verbindungsbahn und einer Umgehungsbahn verbunden. Noch bevor der heutige Hauptbahnhof erbaut wurde, hatte man eine Schienenverbindung zwischen dem Freiburger Bahnhof und dem alten Oberschlesischen Bahnhof gebaut. Später wurden diese und andere Verbindungslinien ausgebaut und hochgelegt. So konnten die Straßen kreuzungsfrei unter den Gleisen hindurchgeführt werden und die Stadtentwicklung war nicht mehr behindert. Nur am Hauptbahnhof und direkt westlich und östlich davon lag die Strecke noch niveaugleich. Von 1899 bis 1904 wurde der Bahnhof auf dem Gelände der ehemaligen Kohlenplätze wesentlich erweitert und die Verbindungsstrecke an gemauerte Arkaden verlegt, die der Berliner Stadtbahn nicht unähnlich sind. Die nördlichen vier von insgesamt fünf neuen hochgelegten Bahnsteigen wurden mit einer vierschiffigen Bahnsteighalle überdacht. Der fünfte Bahnsteig hatte ein separates Pultdach. Insgesamt durchzogen dann 13 Gleise den Bahnhof, die Rangiergleise mitgezählt. Die bisherige Bahnsteighalle sollte in eine Wandelhalle umfunktioniert werden, schließlich riss man jedoch die baufällige Halle ab und baute eine neue Wandelhalle in ähnlicher Form. Nun wurde das Fußbodenniveau um etwa 75 Zentimeter vertieft. Während des Umbaus im Juli 1903 wurde die Breslauer Innenstadt überflutet, auf der Gartenstraße und auf dem Bahnhofsvorplatz konnte man mit Ruderbooten fahren. Die Fertigstellung der neuen Halle wurde dadurch jedoch nicht verzögert. Bereits in den 1920er Jahren wurde der Bahnhof modernisiert, auf den Bahnsteigen entstanden gemauerte Zeitungskioske und die Wandelhalle wurde mit Opakglas verkleidet.
Während des Zweiten Weltkriegs baute man unter dem Bahnhofsvorplatz einen Tiefbunker und unterirdische Lagerräume.

### Nach dem Krieg
Nach dem Zweiten Weltkrieg wurden einige Änderungen am Bahnhof vorgenommen, vor allem wegen des Umbaus eines Teils des Empfangsgebäudes für die Bürgermilizwache. Zahlreiche Jugendstilornamente wurden zu Gunsten der modernen Ausstattung entfernt. Die Bunker vor dem Bahnhof waren bis zum Ende des 20. Jahrhunderts unbenutzt, bis man sie zu einem Einkaufszentrum umgestaltete. 
Am 8. Januar 1967 starb der bekannte polnische Schauspieler Zbigniew Cybulski bei einem Unfall auf dem Bahnsteig III. Er war unterwegs vom Drehplan nach Warschau, wo er in einem Theater auftreten sollte. Bei dem Versuch, in den abfahrenden Zug einzusteigen, verunglückte er tödlich. Am 8. Januar 1997, dem 30. Jahrestags des Unglücks, enthüllte der Regisseur Andrzej Wajda eine Gedenktafel, die in den Bahnsteigboden eingelassen wurde.
Im Juli 1997 wurde die Piłsudski-Straße während des Oderhochwassers erneut überflutet, jedoch hielten die provisorischen Dämme das Wasser wenige Meter vor der Bahnhoffassade auf. Lediglich die unterirdischen Räume des Vorplatzes wurden überflutet.
Zwischen April 1947 und Februar 2007 gab es im Westflügel des Empfangsgebäudes ein Bahnhofskino. Bevor die großen Mehrsaalkinos erbaut wurden, war auch das Bahnhofskino sehr beliebt, auch Zbigniew Cybulski besuchte es oft. Obwohl der Kinosaal eher klein ist, besuchten während der beinahe 60 Jahre des 24-Stunden-Betriebs über sieben Millionen Zuschauer das Kino. Von 2002 bis 2005 zeigte das Bahnhofskino wegen sinkender Einnahmen Erotikfilme, trotzdem war die Überschuldung katastrophal. Erst Ende 2005 senkte die Bahnverwaltung die Miete, um das Kino zu erhalten. Die Kinobetreiber verpflichteten sich, keine Erotikfilme mehr zu zeigen, und begannen mit der Renovierung. Dennoch wurde der Betrieb nicht mehr rentabel und das Kino schloss kurz vor seinem 60. Jubiläum.

### Sanierung 2010–2012
Im April 2010 begannen umfangreiche Bauarbeiten im laufenden Betrieb. Es wurden die Gleisanlagen erneuert, die Lücke zwischen den beiden Bahnsteighallen mit einem textilen Dach verschlossen und vor dem Nordausgang entstand eine Tiefgarage. An der Südseite des Bahnhofs wurde ein Eingangspavillon angebaut. Die Kosten sollten rund 162 Millionen Złoty betragen, von denen die Europäische Union 113 Millionen trug. Am 1. Juni 2012 wurde der Bahnhof mit der neu gestalteten Nordseite eröffnet.

## Anlage und Betrieb
Der Haupteingang (Nordseite) liegt bei der Piłsudski-Straße (früher Gartenstraße). Die beiden Seiteneingänge an den Enden der Wandelhalle sind ebenfalls der Piłsudski-Straße zugewandt. Der Hintereingang ist hingegen an der anderen Seite der Bahnsteighalle, im Süden an der Sucha-Straße (früher Sadowastraße). Der Bahnhof besitzt sechs Bahnsteige (I-IV mit je zwei Bahnsteigkanten und mit V-VI mit je einer Bahnsteigkante), mit Ausnahme des Bahnsteigs VI sind die Bahnsteige mit jeweils zwei Treppengängen mit den Unterführungen verbunden, die den Bahnhof an der Haupteingangachse sowie östlich vom Empfangsgebäude kreuzen. Alle Gleise und Bahnsteige sind als Hochbahn ausgeführt, so können die Unterführungen auf Geländeniveau geführt werden, zu den Bahnsteigen führen Treppen hoch. Auf dem Gleis beim Bahnsteig V wurden früher manchmal zwei Züge aufgestellt, deshalb wurde der westliche Abschnitt als Gleis 9 bezeichnet, der östliche (nach Świdnica und Kobierzyce) als Gleis 10. Mittlerweile wird diese betriebliche Teilung nur noch bei besonderen Anlässen praktiziert (z. B. für Jubiläums- oder Sonderzüge).

## Breslauer Bahnhof in der deutschen Literatur
- Günter Anders: „Dann erst einmal, um das unwahrscheinliche Bild, das ich bei der Einfahrt aufgeschnappt hatte, widerlegt oder bestätigt zu sehen, links hinüber. Aber es hatte gestimmt, ich hatte nicht falsch gesehen: es ist der Bahnhof, der erste Bahnhof, den ich je gekannt hatte, der schon damals uralte und lächerliche ‚Hauptbahnhof‘ mit Türmchen und Zinnen, ‚die große Ritterburg‘, wie wir ihn genannt hatte. Der Architekt, der sie (gewiß noch vor der Reichsgründung) erbaut hatte, der muss sich damals geschämt haben, so etwas Unromantisches wie einen Bahnhof als Bahnhof direkt erkennbar darzustellen.“ (Günter Anders, Besuch im Hades, S. 55).[3]
- Hans Georg Gadamer: „In meiner Erinnerung stand diese mit Zinnen gekrönte Bahnhofsarchitektur, ein Riesengewölbe mir vor Augen, in das ich sozusagen immer mit Staunen und Ehrfurcht hineintrat, solange ich Kind war. Jetzt kam es mir noch immer ziemlich geräumig vor, aber doch nicht grade riesig, und die größte Überraschung war, daß beim Heraustritt aus dem Bahnhof der Blick auf ein mir völlig unbekanntes fernes Gebäudedach fiel.“ (Hans Georg Gadamer, Breslauer Erinnerungen, S. 206)[4]
- Olaf Müller: „Schließlich Breslau-Zentrum; die Einfahrt in die Stadt bis zu jenem Hauptbahnhof, von dem meine Familie nicht abgefahren war. Der Transport nach Sachsen begann ’47 auf dem Freiberger Bahnhof, der etwas abseits vom Stadtzentrum liegt. Das Abstoßende nach meiner Ankunft: Der Gestank nach Scheiße in der Bahnhofshalle. Die durchgerosteten Pfeiler der Hallenkonstruktion drohten einzuknicken. Ich beeilte mich, da rauszukommen.“ (Olaf Müller, Schlesisches Wetter, S. 165 f.)[5]
- Sigmund Freud schrieb „Breslau spielt auch eine Rolle in meinen Kindheitserinnerungen. Im Alter von drei Jahren habe ich dort den Bahnhof passiert auf der Übersiedlung von Freiberg nach Leipzig, und die Gasflammen, die ich zum ersten Mal sah, haben mich an brennende Geister in der Hölle gemahnt. Ich weiß ein wenig den Zusammenhang. Meine überwundene Reiseangst hängt auch daran.“[6]